# Traité de Constantinople (1800)
Pour les articles homonymes, voir Traité de Constantinople.
 (février 2023).
Si vous disposez d'ouvrages ou d'articles de référence ou si vous connaissez des sites web de qualité traitant du thème abordé ici, merci de compléter l'article en donnant les références utiles à sa vérifiabilité et en les liant à la section « Notes et références ».

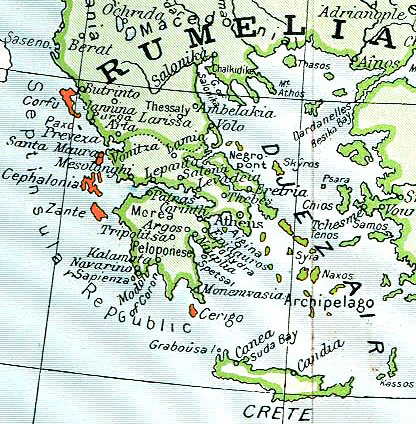
République des Sept-Iles (1801)

Le traité de Constantinople est une convention signée le 21 mars 1800 entre l'Empire russe et l’Empire ottoman pour former la république des Sept-Îles sous la protection de la Grande-Bretagne. C’est le premier traité connu dans lequel figurent les îles Ioniennes, autrement que pour être cédées ou retenues à titre de simples possessions.

## Contexte
En 1797, le traité de Campo-Formio mettant fin à l’existence de la république de Venise avait attribué les possessions maritimes vénitiennes à la France. En mai de la même année, nommé gouverneur, le général Gentili avait été mis à la tête d’une nouvelle division dite du Levant et immédiatement envoyé avec un corps de troupes, prendre possession des îles Ioniennes et des îles qui en dépendaient. Arrivée à Corfou le 28 juin, la division embarquée sur une flotte équipée à Venise, occupa immédiatement la ville. Les Français furent accueillis avec enthousiasme ; des arbres de la liberté furent plantés et des municipalités furent organisées dans les villes et dans les villages. Pierre-Jacques Bonhomme de Comeyras fut le commissaire pour le Directoire sur l’île en 1798. Partout, le nouveau pouvoir fit respecter l’ordre et la loi.
L’année suivante, en 1798, la Russie et de la Turquie unirent leurs forces pour assaillir et occuper les sept îles et leurs dépendances, parmi lesquelles on comptait quelques petits territoires sur le continent. Une flotte russo-turque commandée par l’amiral Ouchakov conquit les iles. Seule défendue, la ville de Corfou ne capitula, après une vigoureuse résistance, qu’en mars 1799. Un an après,  la Russie et la Porte Ottomane conclurent une convention par laquelle elles exonéraient les îles Ioniennes de leur condition dépendante de colonies et leur reconnaissaient le titre d’État distinct sous une forme républicaine. Très impliqué, le tsar Alexandre Ier convainquit le sultan Selim III de consentir à la création d’une république dont il aurait la suzeraineté nominale en échange d’un tribut de 75 000 piastres à verser tous les trois ans. Ainsi la ratification par la Russie, le 15 aout, de la convention de Constantinople, vit-elle les deux pouvoirs les plus despotiques de l‘Europe être à l’origine de la république des Sept-Îles. Le tsar Alexandre, que l’on disait le protecteur officiel de la jeune république en aurait écrit le projet de Constitution.

## Contenu
Le préambule de cet acte expose que les deux souverains contractants ont résolu de fonder un gouvernement dans l’État ionien et qu’ils veulent rendre leur création immuable et indissoluble. En conséquence, il était stipulé par eux que les sept îles et leurs annexes maritimes formeraient à l’avenir une république soumise à la souveraineté de la Sublime Porte et gouvernée par les nobles et notables du pays. Le sultan et ses successeurs en étaient les suzerains, c’est-à-dire les seigneurs, princes et protecteurs de la République susdite, et celle-ci jouira à titre de vassale de la haute protection de la Sublime Porte.
Le traité diplomatique fut complété par un acte constitutionnel. Un Sénat composé de treize membres fut institué avec des attributions définies, et le nouvel État fut immédiatement reconnu par la Grande-Bretagne. Mais la constitution avait à peine été promulguée, quand l’insurrection éclata subitement dans toutes les Iles. Les délégués du pouvoir central furent chassés et plusieurs nobles furent massacrés par le peuple à Céphalonie, à lame et à Cérigo. Les Turcs, en butte à de continuelles hostilités de la part des paysans, se vengèrent par de sanglantes exécutions militaires. Un comité de sûreté publique parvint, toutefois, à se former à Corfou en 1801. Les habitants lui envoyèrent aussitôt une députation pour le supplier de représenter aux puissances les vices de la constitution en vigueur et pour réclamer en sa place une autre organisation dont un projet, rédigé par les députés, indiquait les bases. Une espèce de gouvernement provisoire fut ensuite établi, mais il ne put mettre fin au désordre, qui était général au moment même où le traité d’Amiens reconnaissait la république des Sept-Îles comme État indépendant. 

## Prolongement
Une constitution, tracée par la députation de Corfou, fut élaborée mais on ne put songer un seul instant à mettre en pratique ce mélange incohérent et confus de dispositions impraticables. En 1805, l’empereur Alexandre fit passer une force militaire imposante qui rétablit l’ordre et l’autorité dans les iles Ioniennes. Une commission fut ensuite créée sous la présidence du comte Mocénigo, plénipotentiaire de la Russie, afin de préparer une autre constitution, qui devait être la troisième depuis la création de l’État septinsulaire en à peine trois années d’existence. La constitution de 1805 ne réussit pas mieux que celle qui l’avait précédée et seule la présence des garnisons russes put maintenir l’ordre public. Cette situation se prolongea encore quatre ans, jusqu’en 1807 lorsque le traité de Tilsit stipula, par un article secret, la cession entière et absolue des iles Ioniennes à la France. La République Septinsulaire cessa dès lors d’exister et son territoire fut incorporé à l’Empire français et occupé par de nombreuses troupes.